# Lipophrys
Lipophrys — рід риб родини собачкових (Blenniidae), що мешкають в Атлантиці і Середземному морі. Містить 3 види:
- Lipophrys heuvelmansi Charousset, 1986 — Собачка Ейвельманса
- Lipophrys pholis (Linnaeus, 1758)
- Lipophrys trigloides (Valenciennes, 1836) — Собачка сфінксоподібний